# Al otro lado del muro
Al otro lado del muro est une telenovela americano-mexicaine produite par Telemundo Global Studios et Argos Comunicación. Elle a été diffusée entre le 21 février 2018 et le 11 juin 2018 sur Telemundo. Elle est diffusée en 2018 sur Telemundo Africa. 
En France et en Afrique francophone, elle est diffusée entre Le 18 avril 2019 et le 5 août 2019  sur Novelas TV.
le 24 août 2019,
la série est diffusée sur Antenne Réunion.

## Synopsis
Une histoire de mondes opposés, de fossés culturels, de différentes manières de voir la vie, qui vise à refléter la vie quotidienne des migrants qui tentent de percer dans un monde étranger et souvent hostile. Une histoire qui raconte l'histoire de deux femmes qui viennent vivre aux États-Unis : l'une poursuivant un rêve et l'autre fuyant un cauchemar.
Sofia Villavicencio est la nouvelle épouse du gouverneur de l'état, Ernesto Martínez. Le jour de l'inauguration, une femme désespérée approche Ernesto et lui demande, devant tous les médias, de l'aider à retrouver sa fille, accusant un de ses conseillers, Juan Estevez d'être derrière sa disparition. Cet événement est le premier à faire suspecter Sofia de la véritable identité de son mari. Peu à peu, Sofia découvrira avec l'aide de Joel Benitez, membre d'infiltration d'Interpol que les employés de son mari et surtout Paula Duarte, la maîtresse et complice d'Ernesto sont impliqués dans un réseau de trafic d'enfants dont Ernesto a profité pour financer sa campagne qui l'a porté au pouvoir de son gouvernement.
Après s'être échappé de la persécution et des mains de ses ennemis, Sofia fuit Ernesto et traverse la frontière avec sa fille, Alondra pour gagner Los Angeles. De là elle fera tout son possible pour mettre fin au réseau de la traite des enfants, mais maintenant sans le soutien de Joel, puisqu'il croit que Sofia a tué sa sœur.
D'un autre côté, Eliza est boulangère et ménagère. Elle décide de s'installer à l'étranger avec ses enfants et son mari, ignorant qu'il mène une double vie. Avant de traverser la frontière, Sofia donne un disque dur à Eliza. Il contient assez de preuves pour inculper Ernesto. À partir de ce moment-là et pour toujours, Eliza et Sofia joignent leurs vies pour pouvoir s'entraider, bien que chaque personne ait son histoire «De l'autre côté du mur».

## Distribution

### Rôles principaux
- Litzy : Elisa Romero
- Gabriel Porras : Ernesto Martinez
- Marjorie de Sousa : Alejandra Miranda
- Adriana Barraza : Carmen Rosales de Romero
- Guillermo Iván : Joel Benítez
- Uriel del Toro : Andrés Juárez
- Gabriela Vergara : Paula Duarte
- Khotan Fernández : Maximilian "Max" Sullivan
- Daniela Bascopé : Jennifer Williams

### Rôles secondaires
- Daniela Wong : Alondra Martínez Villavicencio
- Ana María Estupiñán : Karina Sullivan Romero
- Jullye Giliberti : Lorena
- Christopher Millán : Richard García
- Ed Trucco : Patrick
- Jonathan Freudman : Julián Martínez
- Mauricio Novoa : Tomás Sullivan Romero
- Gustavo Pedraza : Steve Williams
- Francisco Porras : Pastrana
- Edward Nutkewigz : Irving Cummings
- Daniella Macías : Frida
- Omar Germenos : Juan Estévez
- Thamara Aguilar : María Hernández
- Alexis Vanegas : Santiago Juárez Hernández
- Andrés Cotrino : Benny
- Ana González : Irene Benítez
- Elizabeth Grimaldo : Raquel
- Fernando Gálvez : Don Chente
- Mijail Mulkay : Docteur Márquez
- Carlos Acosta-Milian : Chef de la Police Fédéral Mexicaine
- Xavier Coronel : Don Carlos
- Noah Rico : Charlie Sullivan Williams
- Regina Orquín : Alondra Martínez Villavicencio (fille)
- Emmanuel Pérez : Julián Martínez (garçon)
- Sofía Osorio : Karina Sullivan Romero (fille)
- Gael Sanchez : Rodrigo Sullivan Romero
- Samuel Sadovnik : Tomás Sullivan Romero (garçon)
- Fernando Flores : Santiago Juárez Hernández (garçon)
- Cristina Figarola : Sarah Foster
- Tony Vela : Johnny Garza
- Lara Vorkapic : Annie
- Santiago López : Beto
- Salim Rubiales : Vicentito
- Daniel García : Charlie Sullivan Williams (3 ans)

## Production

### Développement et casting
C'est une histoire originale de Laura Sosa, avec les réalisateurs Luis Manzo et Nicolás Di Blassi et le producteur David Posada.
L'intrigue traite de la question de l'immigration de deux femmes qui traversent le Mexique aux États-Unis pour reconstruire leur vie. Mettant en vedette Marjorie de Sousa, Litzy, Guillermo Iván et avec la participation antagoniste de Gabriel Porras, Gabriela Vergara et Daniela Bascopé. Avec également la performance de Khotan Fernandez et la première actrice Adriana Barraza.
Le tournage s'est déroulé du 9 octobre 2017 au 8 février 2018.
En octobre 2017, il a été annoncé que Marjorie de Sousa avait signé avec Telemundo pour être l'une des principales protagonistes de la série. C'est la première apparition de Marjorie de Sousa sur Telemundo, après avoir joué pour Venevisión et Televisa pendant plusieurs années. Le 16 octobre 2017, Litzy a été confirmée dans le rôle principal après trois ans dans Señora Acero. Le jour suivant Gabriel Porras a été confirmé en tant qu'antagoniste. Selon le magazine People en Español, la telenovela accueille 6 acteurs dont trois qui sont déjà connus et qui font leurs débuts en tant que protagonistes : Uriel del Toro, Guillermo Iván et Adriana Barraza qui ont déjà joué dans des productions pour Telemundo.

### Promotion
Le premier trailer de la série a été montré le 2 janvier 2018.

### L'histoire
L'histoire suit la vie de deux femmes, l'une d'origine humble et l'autre une figure de premier plan, qui traversent la frontière du Mexique aux États-Unis pour des raisons différentes : l'une pour poursuivre un rêve et l'autre fuyant un cauchemar. Dans cette série contemporaine, qui reflète la réalité de nombreux émigrants, les deux femmes devront faire l'impossible pour faire avancer leurs enfants et survivre, laissant derrière elles tout ce qu'elles s'avaient jusque-là...